# The Thing I Like
The Thing I Like è un singolo della cantante statunitense Aaliyah, pubblicato il 3 agosto 1995 come quinto estratto dal primo album in studio Age Ain't Nothing but a Number.
Il brano fa parte della colonna sonora del film Detective Shame: Indagine ad alto rischio di Keenen Ivory Wayans (1994).

## Tracce
- CD Singolo

1. The Thing I Like (Album version)
2. The Thing I Like (Paul Gotel's Radio Mix)
3. The Thing I Like (Paul Gotel's Classic Anthem Mix)
4. The Thing I Like (PG Tip Satellite Mix)
5. The Thing I Like (Paul Gotel's Deep & Dubby Mix)